# Icona Pop
Icona Pop är en svensk DJ- och pop-duo som bildades år 2009 av Aino Jawo (född 7 juli 1986) och Caroline Hjelt (född 8 november 1987) och som är uppvuxna i Stockholm. Icona Pop gör pop-musik med drag av housemusik och indiepop.
De fick under 2009 skivkontrakt. Deras största hit är "I Love It", skriven av Patrik Berger, Linus Eklöw och Charlotte Aitchison (Charli XCX). Under en tids arbete i London har de fått internationell uppmärksamhet med bland annat debutsingeln "Manners". Från september 2012 hade duon sin bas i Los Angeles och i New York men sedan 2020 är de tillbaka i Sverige.

## Historik
Aino Jawo och Caroline Hjelt träffades på en fest i februari 2009 och bildade Icona Pop. Efter fyra veckor hade de skrivit låtar till sin första spelning. Två år senare beskrev duon sin musik som ”hårda galopperande trummor, syntar och klassiska popmelodier”.
Den utländska pressen (NME, The Guardian, Rolling Stone, Pitchfork m.fl.) har gett gruppen god kritik. The Guardian kallade debutsingeln ”Manners” för ”effortlessly cool”. Duon arbetade i studion med bland andra Style of Eye, Patrick Berger (Robyn), Elof Loelv (Niki & The Dove) och Starsmith (Kylie, Ellie Goulding). Hösten 2012 släpptes debutalbumet Icona Pop. Den 4 april 2013 meddelade Universal music att Icona Pop sålt guld i USA, vilket innebar 500 000 sålda singlar av singeln "I Love It"  De har även sålt platina i Tyskland med singeln. Den 2 maj blev det offentligt att Icona Pop är en av tre svenska artister som någonsin sålt platina i USA med en singel. De andra två som lyckats är Avicii och Swedish House Mafia. I juli 2013 hade "I Love It" sålt i över 2 miljoner exemplar i USA; detta har endast Swedish House Mafia lyckats med tidigare. Den 1 juli 2013 nådde singeln även Englandslistan med 125 000 sålda singlar första veckan. Icona Pop är den tionde svenska artisten/bandet som har lyckats med detta; senast en svensk kvinna var på listan var Robyn 2007 med "With Every Heartbeat".
2017 var de med i åttonde säsongen av Så mycket bättre (TV4).

## Diskografi

### Studioalbum
- Icona Pop (14 november 2012)
- This Is... Icona Pop (30 oktober 2013)

### EP
- Nights Like This (2011)
- Iconic (2012)

### Singlar
- Manners (19 juli 2011)
- I Love It (9 maj 2012)
- We Got the World (15 oktober 2012)
- Girlfriend (augusti 2013)
- All Night (augusti 2013)
- Get Lost (juni 2014)
- Emergency (maj 2015)
- Someone Who Can Dance (april 2016)
- Brightside (oktober 2016)
- GIRLS GIRLS (juni 2017)
- Rhythm in My Blood (oktober 2018)
- Next Mistake (juli 2019)
- Spa (oktober 2020)
- Off Of My Mind (juli 2021)
- I Want You med Galantis (februari 2023)
- Shit We Do For Love med Yaeger (maj 2023)

## Framträdanden
Under 2013 har de turnerat i både USA och Asien.
Sommaren 2012 medverkade de i den stora elektromusikfestivalen Summerburst i Göteborg och på Stockholms stadion samt i SVT som start på en omfattande festivalturné. Under 2016 års upplaga av Ultra music festival uppträdde de i Miami.

## Listplaceringar
- Mest spelade låten år 2012 på svenska radio (P3) - "I Love It" #3.[15]
- iTunes Sverige - "I Love It" #1.
- iTunes Australien - "I Love It" #1.
- iTunes Tyskland - "I Love It" #1.
- iTunes USA "I Love It" #8.
- Billboard Dance/Electronic charts - "I Love It" #6.[16]
- Billboard Hot 100 - "I Love It" debuterade på #69.[17]

## Priser
- Gaffa: "Årets Svenska Genombrott’’[18]
- P3 Guld:  ’’Årets låt 2012 – I Love It’’[19]
- Elle Galan: ’’Bäst klädda duo’’[20]
- Grammisgalan: ’’Årets Nykomling 2012’’
- P3 Guld: ’’Årets grupp 2013’’[21]
- Gaffa: "Årets grupp 2017"